# Чарлі Масселвайт
Чарлі Масселвайт (англ. Charles Douglas Musselwhite, нар. 31 січня 1944) — американський виконавець на губній гармоніці, співак та автор пісень. Разом з Полом Баттерфілдом та Майклом Блумфілдом є одним з засновників народженого на початку 1960-х років «білого» блюзу.
2010 року Чарлі Масселвайта обрано до Зали слави блюзу. Він також є неодноразовим володарем Премії імені В. Х. Генді. Масселвайт сольно та у співпраці створив понад 30 альбомів, одинадцять з яких номінувалися на «Греммі» та один переміг 2013 року в категорії «Найкращий блюзовий альбом» (Get Up! Бен Гарпер — Чарлі Масселвайт).

## Біографія
Чарлі Масселвайт народився в Кос'юско, округ Аттала, штат Міссісіпі, США. Його батько постійно переїздив в пошуках роботи, 1947 року родина перебралася до Мемфіса, де пройшли ранні роки Чарлі.
В 12 років він вже працював на млині, білий підліток серед переважно чорних жінок, що опікувались ним. Одна з них познайомила хлопця зі старим мемфіським блюзменом Віллом Шейдом, лідером гурту Memphis Jug Band. У Шейда Чарлі вчився грі на губній гармоніці, завдяки йому увійшов до кола мемфіських блюзових виконавців.
Попри інтерес до різноманітної музики, Чарлі віддавав перевагу блюзу, багато часу проводив з Віллом Шейдом, Феррі Льюїсом та іншими ще активними членами Memphis Jug Band: Мемфісом Віллі Б., Ерлом Беллом, Ейбом Макнілом та Реєм Робі. 1962 року познайомився з видатним блюзовим харпером Біг Волтером Гортоном, який щойно повернувся з Чикаго, після зустрічі з ним Чарлі твердо вирішив присвятити себе музиці. Того ж року Масселвайт закінчив середню школу і вирушив до Чикаго.
Перші тижні в Чикаго Масселвайт грав на гітарі й губній гармоніці на перехрестях та блошиних ринках, але невдовзі став завсідником блюзових клубів Саутсайда. Він оселився в підвалі Jazz Record Mart у чиказькому Нортсайді й випадково став сусідом по кімнаті Біг Джо Вільямса, суперзірки першого блюзового покоління, і майбутнім партнером Чарлі на сцені. Коли Вільямса запросили виступати у барі Big John's і він привів Масселвайта з собою. Згодом Біг Джо скаже в інтерв'ю, що Чарлі є одним з найвидатніших живих виконавців на губній гармоніці. Час від часу Біг Джо залишав місто і Масселвайт виступав у Big John's самостійно, у супроводі Майкла Блумфілда та барабанщика і бас-гітариста. В першій половині 60-х років Чарлі мав можливість слухати багато видатних представників чиказького блюзу: Мадді Вотерса, Літтла Волтера, Сонні Боя Вільямсона II, Біг Волтером Гортоном та інколи брати участь у джем-сейшенах з ними. Він також знайомиться з молодими шанувальниками блюзу та виконавця: Полом Баттерфілдом, Баррі Голдбергом, Норманом Дайроном, Пітом Велдінгом.
Після успіху запису Пола Баттерфілда на лейблі Elektra, 1966 року Vanguard Records залучив Чарлі як сесійного виконавця з Біг Волтером Гортоном під час запису збірки Chicago/The Blues/Today! Vol. 3. Того ж року Vanguard склала угоду з Массельвайтом для запису його першого сольного альбому Stand Back! Here Comes Charley Musselwhite's Southside Band. Його супроводжували молоді перспективні виконавці Гарві Мандель (гітара) та Баррі Голдберг (гітара й клавішні), ритм-секцію склали досвідчені бас-гітарист Боб Андерсон та барабанщик Фред Белоу. Масселвайт написав для альбому кілька власних композицій, його неповторний виконавчий стиль особливо виявився у «Baby Will You Please Help Me», «My Baby», «Cha Cha the Blues» та «Christo Redemptor», творах, що в майбутньому неодноразово записувались та виконувались на його концертах. Альбом виявився надзвичайно успішним, мав дуже позитивні відгуки критики й шанувальників і фактично поклав початок великій музичній кар'єрі Масселвайта.
Реліз Stand Back! відбувся 1967 року, в серпні того ж року Массельвайт перебрався до Сан-Франциско. В Сан-Франциско Чарлі отримав постійну роботу і зробив собі ім'я в місцевих клубах, його чиказький та мемфиський стиль блюзової гармоніки набули значної популярності наприкінці 1960-х — початку 1970-х років. В цей час до Західного узбережжя перебралися його друзі з Чикаго (Баррі Голдберг, Майкл Блумфілд, Пол Баттерфілд, Нік Гравенітес) та Детройту (Джон Лі Гукер), Чарлі регулярно брав участь у спільних проєктах і виступах з ними та іншими виконавцями на найбільших концертних майданчиках, як Fillmore West (Сан-Франциско), Fillmore East (Нью-Йорк), Kinetic Circus (Чикаго), та головних рок- і кантрі-фестивалях.
Впродовж 1970-х та початку 1980-х років Масселвайт регулярно гастролював та записувався для Cherry Red, Arhoolie, MCA, Capitol, Crystal Clear, Blue Rock'It, CrossCut та Kicking Mule. У 1980-х проблема алкоголізму постала перед ним особливо гостро. Попри блюзовий бум цих років, його кар'єра пішла на спад, численні нові записи втратили популярність, а концертні виступи стали нестабільними. Лише позбавившись алкогольної залежності Чарлі зміг отримати широке міжнародне визнання. Він підписав 1990 року контракт з Alligator Records і випустив альбом Ace Of Harps, негайно перевиданий у Великій Британії та Канаді. Співпраця з Alligator була продовжена альбомами Signature (1991) та In My Time (1993) та ретроспективою 2010 року The Well.

## Визнання

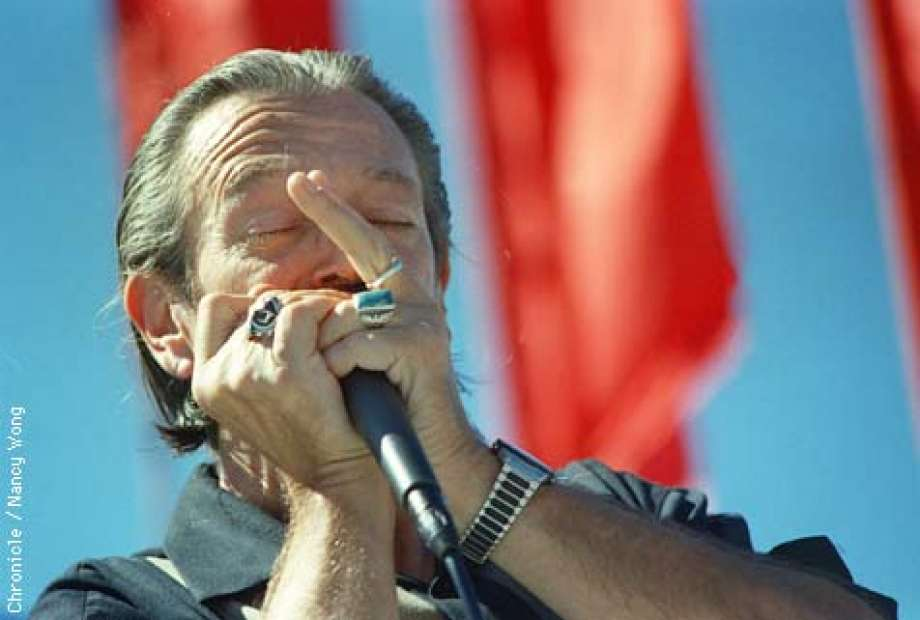
Чарлі Масселвайт під час виступу на 25-му Фестивалі блюзу у Сан-Франциско. 1997

Перезавантаження, що відбулося в кар'єрі Масселвайта 1990 року, дозволило йому піднятись на новий творчий рівень.
З 1980 року щорічно мемфіський Фонд Блюзу нагороджує видатні твори та виконавців за особливі досягнення в галузі блюзу. До 2005 року ця нагорода, що вважається найвищою серед блюзових музикантів США, носила ім'я Вільяма Генді (W. C. Handy Award), з 2006 — Blues Music Award. 1995 року Charlie Musselwhite Band було визнано найкращим блюзовим гуртом року. Чарлі Масселвайт визнавався найкращим інструменталістом (1990), найкращим інструменталістом-виконавцем на губній гармоніці (1992, 1993, 1994, 1995, 1996, 1999, 2000, 2001, 2002, 2003, 2004, 2005, 2006, 2007, 2011, 2012, 2014, 2015), найкращим сучасним блюзменом (2003, 2005), найкращим виконавцем (2010), найкращим блюзменом (2011, 2012). 2005 року сольний альбом Sanctuary (Real Word, 2004) було визнано найкращим сучасним блюзовим альбомом, 2007 року найкращим традиційним альбомом було визнано Delta Hardware (Real Word, 2006), 2014 року — альбом Remembering Little Walter (Blind Pig, 2013) за участю Масселвайта. 2002 року найкращою піснею було визнано пісню Чарлі «Charlie's Old Highway 51 Blues» у його власному виконанні з альбому Greasy Kid Stuff (Evidence, 2001) Кіда Рамоса, 2007 року — «Church is Out’» з альбому Delta Hardware. 2019 піснею року Фонд Блюзу визнав «No Mercy In This Land» у виконанні Бена Гарпера і Масселвайта зі спільного альбому No Mercy In This Land (Anti, 2018)
2010 року Чарлі Масселвайта обрано до Зали слави блюзу.
З майже 20 створених ним у наступний період альбомів одинадцять номінувались на премію «Греммі» в категоріях «Найкращий традиційний» та «Найкращий сучасний блюзовий альбом» (див. Дискографія). 2013 року альбом Get Up!, стоворений Масселвайтом у співпраці з Беном Гарпером, отримав Греммі як «Найкращий блюзовий альбом». (Get Up!, Stax, 2013, Бен Гарпер — Чарлі Масселвайт).

## Дискографія

### Сольні альбоми
- 1967 Stand Back! Here Comes Charley Musselwhite's Southside Band (Vanguard 79232)
- 1968 Stone Blues (Vanguard 79287)
- 1968 Louisiana Fog (Cherry Red 5102)
- 1969 Tennessee Woman (Vanguard 6523)
- 1970 Memphis, Tennessee (Paramount 5012/Crosscut 1008)
- 1971 Takin' My Time (Arhoolie 1056)
- 1975 Goin' Back Down South (Arhoolie 1074)
- 1975 Leave The Blues To Us (Capitol 11450)
- 1978 Times Gettin' Tougher Than Tough (Crystal Clear 5005)
- 1979 The Harmonica According To Charlie Musselwhite (Kicking Mule 305)
- 1984 Tell Me Where Have All The Good Times Gone (Blue Rock'it 103)
- 1986 Mellow-Dee (CrossCut 1013)
- 1988 Cambridge Blues (Blue Horizon 005)
- 1990 Ace Of Harps (Alligator 4781), номінація Греммі «Найкращий сучасний блюзовий альбом»
- 1993 Signature (Alligator 4801), номінація Греммі «Найкращий сучасний блюзовий альбом»
- 1993 In My Time (Alligator 4818), номінація Греммі «Найкращий традиційний блюзовий альбом»
- 1997 Rough News (Virgin/Point Black 42), номінація Греммі «Найкращий традиційний блюзовий альбом»
- 1999 Continental Drifter (Virgin/Point Black 51), номінація Греммі «Найкращий сучасний блюзовий альбом»
- 2002 One Night in America (Telarc 83547), номінація Греммі «Найкращий сучасний блюзовий альбом»
- 2003 Up And Down the Highway: Live 1986 (Indigo 527)
- 2003 Darkest Hour: The Solo Recordings Of Charlie Musselwhite (Henrietta)
- 2004 Sanctuary (Real World 117), номінація Греммі «Найкращий сучасний блюзовий альбом»
- 2006 Delta Hardware (Real World 138)
- 2008 Rough Dried: Live At The Triple Door (Henrietta)
- 2010 The Well (Alligator 4939), номінація Греммі «Найкращий традиційний блюзовий альбом»
- 2013 Juke Joint Chapel (Henrietta), номінація Греммі «Найкращий блюзовий альбом»
- 2015 I Ain't Lyin'... (Henrietta)

### Альбоми, створені за участю
- 1965 Deep Are the Roots — Трейсі Нельсон (Prestige 7393)
- 1965 So Many Roads — Джон Хаммонд (Vanguard 79178)
- 1966 Blowing My Mind — Баррі Голдберг (Epic 24199)
- 1968 There's No Hole In My Soul — The Barry Goldberg Reunion (Buddah 5012)
- 1968 Cristo Redentor — Гарві Мандель (Phillips 600—281)
- 1969 The Blues Singer — Джиммі Візерспун (BluesWay 6026)
- 1969 Thinking Of What They Did To Me — Біг Джо Вільямс (Arhoolie 1053)
- 1969 Two Jews Blues — Баррі Голдберг та Майкл Блумфілд (Buddah 5029)
- 1969 Word Of Mouth — Нейл Меррівезер (Capitol 278)
- 1970 Coming Home — Chicago Blue Stars (Blue Thumb 9)
- 1970 Ivar Avenue Reunion (RCA Victor 4442)
- 1971 Alabama Slide Guitar — Джонні Льюїс (Arhoolie 1055)
- 1971 Blasts From My Past — Баррі Голдберг (Buddah 5081)
- 1972 Never Get Out of These Blues Alive — Джон Лі Гукер (ABC 736)
- 1972 Ups And Downs — L.C. Robinson (Arhoolie 1062)
- 1978 The Cream — Джон Лі Гукер (Tomato 7009)
- 1982 Curtain Call — The Dynatones (War Bride 9008)
- 1982 Red Rocking Chair — Doc & Merle Watson (Flying Fish 252)
- 1987 Americana — Дейв Пібоді (Waterfront 033)
- 1987 Tip of the Top — The William Clarke Band (Satch 1002)
- 1994 Come To Find  — Дуг Маклеод (AudioQuest Music 1027)
- 1999 SuperHarps з Джеймсом Коттоном, Біллі Бранчем, Шугаром Реєм Норсія (Telarc Blues 83472), номінація Греммі «Найкращий традиційний блюзовий альбом»
- 2001 Spirit of the Century The Blind Boys Of Alabama
- 2013 Get Up! з Беном Гарпером (Stax 33874), премія Греммі «Найкращий блюзовий альбом»
- 2018 No Mercy In This Land з Беном Гарпером (Anti 7561), номінація Греммі «Найкращий традиційний блюзовий альбом»

### Антології, збірки
- 1969 Blues Package '69 (Mercury 77)
- 1971 Chicago Anthology (Together 1024)
- 1973 Blues from Chicago (Cherry Red 5104)
- 1976 Blue Bay (Messaround 001)
- 1982 Best Of The Blues (Red Hut 6001)
- 1986 Chicago/The Blues/Today! (Vanguard 79218)
- 2013 Remembering Little Walter (Blind Pig 5154), номінація Греммі «Найкращий блюзовий альбом»

### Компіляції
- 1969 Memphis Charlie (Arhoolie 303)
- 1994 The Blues Never Die (Vanguard 153/54-2)
- 1999 Harpin' On A Riff: The Best Of Charlie Musselwhite (Music Club 400)
- 2000 Best Of The Vanguard Years (Vanguard 79556-2)
- 2005 Deluxe Edition (Alligator 5612)